# Onze-Lieve-Vrouw-Ten-Hemelopnemingskerk (Sint-Maria-Oudenhove)
De Onze-Lieve-Vrouw-Ten-Hemelopnemingskerk, Onze-Lieve-Vrouw-Ten-Hemel-Opgenomenkerk of Onze-Lieve-Vrouw-Hemelvaartkerk van Sint-Maria-Oudenhove (Zottegem) werd gebouwd in 1219 en is grotendeels gotisch met de zware middentoren en transeptarmen van Balegemse steen. De driebeukige benedenkerk is een verbouwing uit de 18de eeuw.  Er werd in 1776 een laat-barokke westgevel toegevoegd in vlak gehouwen natuursteen door architect P.-J. Pret uit Zinnik  1875. Het koor en transept werden gerestaureerd door architect A. van Assche, de noordelijke sacristie door architect Hendrik Geirnaert. Het interieur is neogotisch met zijaltaren van Leopold Blanchard en het schilderij Terugkeer van de jonge Tobias van Jozef Paelinck. In de kerk bevindt zich een 14de-eeuws doopvont van Romaanse komaf. Op 31 augustus 1943 werden de twee grote klokken uit de kerktoren gehaald door de Duitsers en later niet meer teruggevonden. Waarschijnlijk werden ze gesmolten en hergebruikt in de oorlogsindustrie waar een tekort aan metalen was. Na de bevrijding in 1945 werd door de bevolking een vredesstoet gehouden. Ook de klok Maria, die in 1945 werd gegoten, draagt in haar opschrift de boodschap van vrede "MARIAE EXQUISITO VOCABULO PIIS INCOLIS GAUDIA PACIS NUNTIABO. 1945", vertaald "Door de uitverkoren naam van Maria, zal ik de vreugde van de vrede verkondigen aan de vrome inwoners. 1945".  Sinds 1950 is de kerk beschermd als monument.

## Afbeeldingen

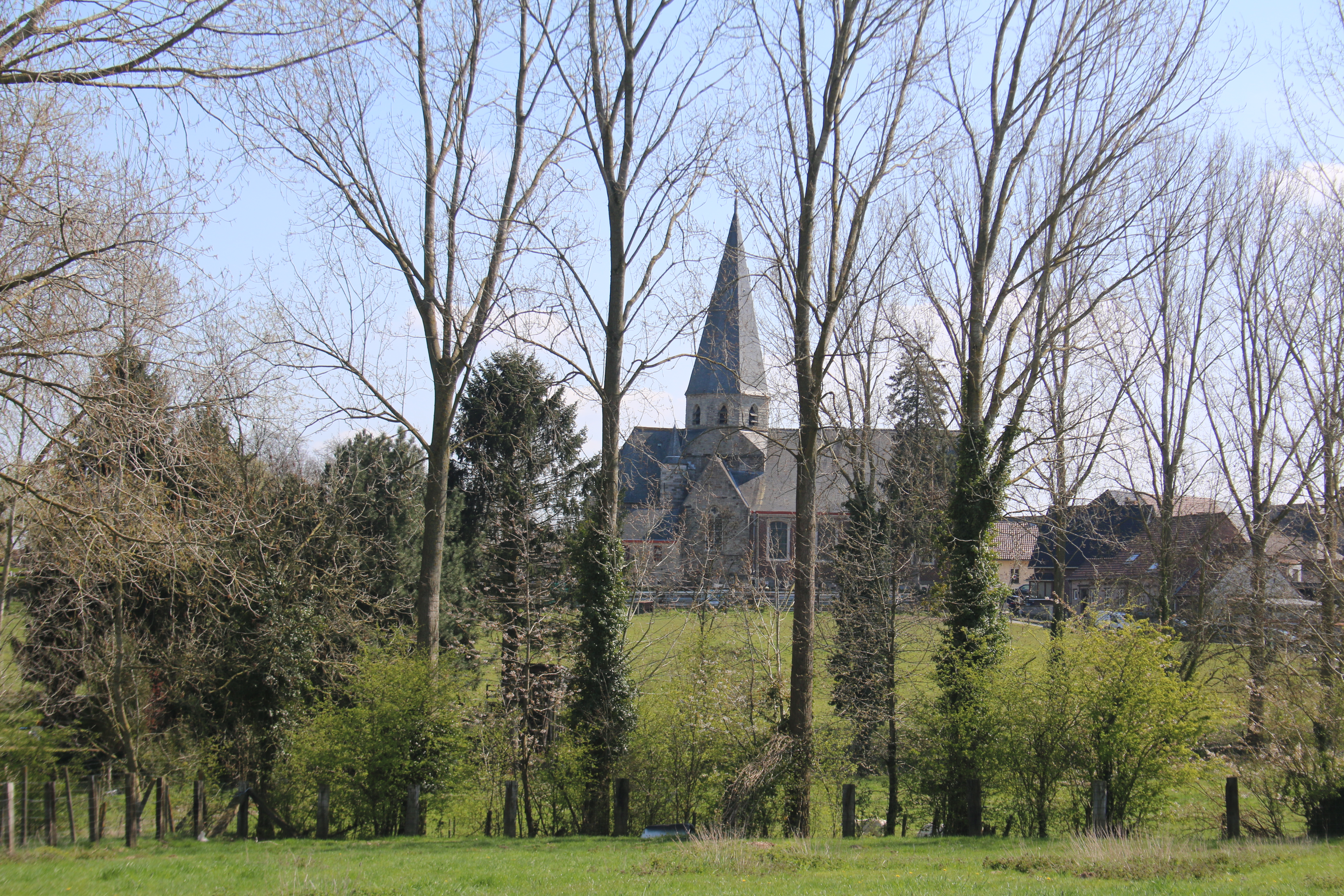
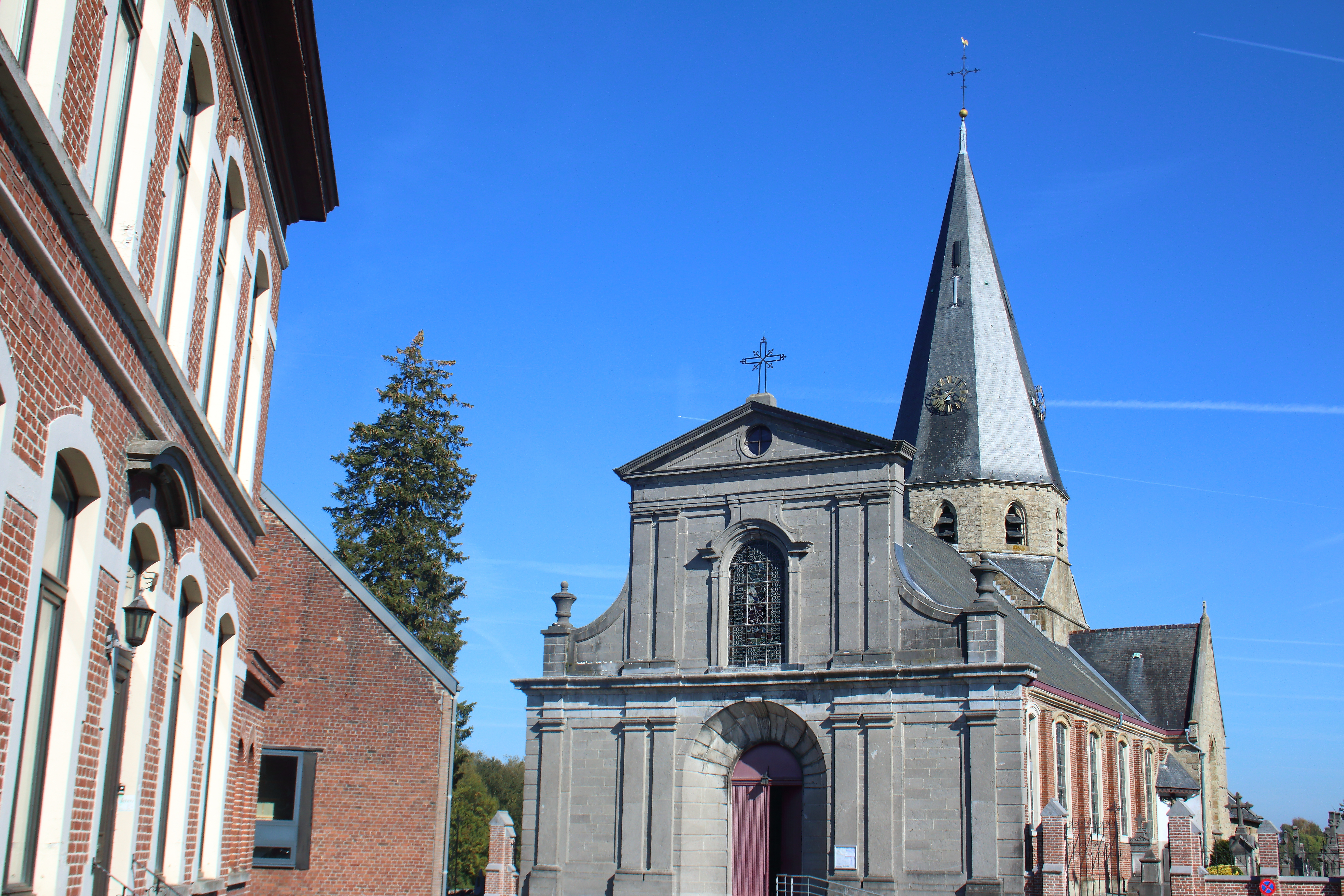
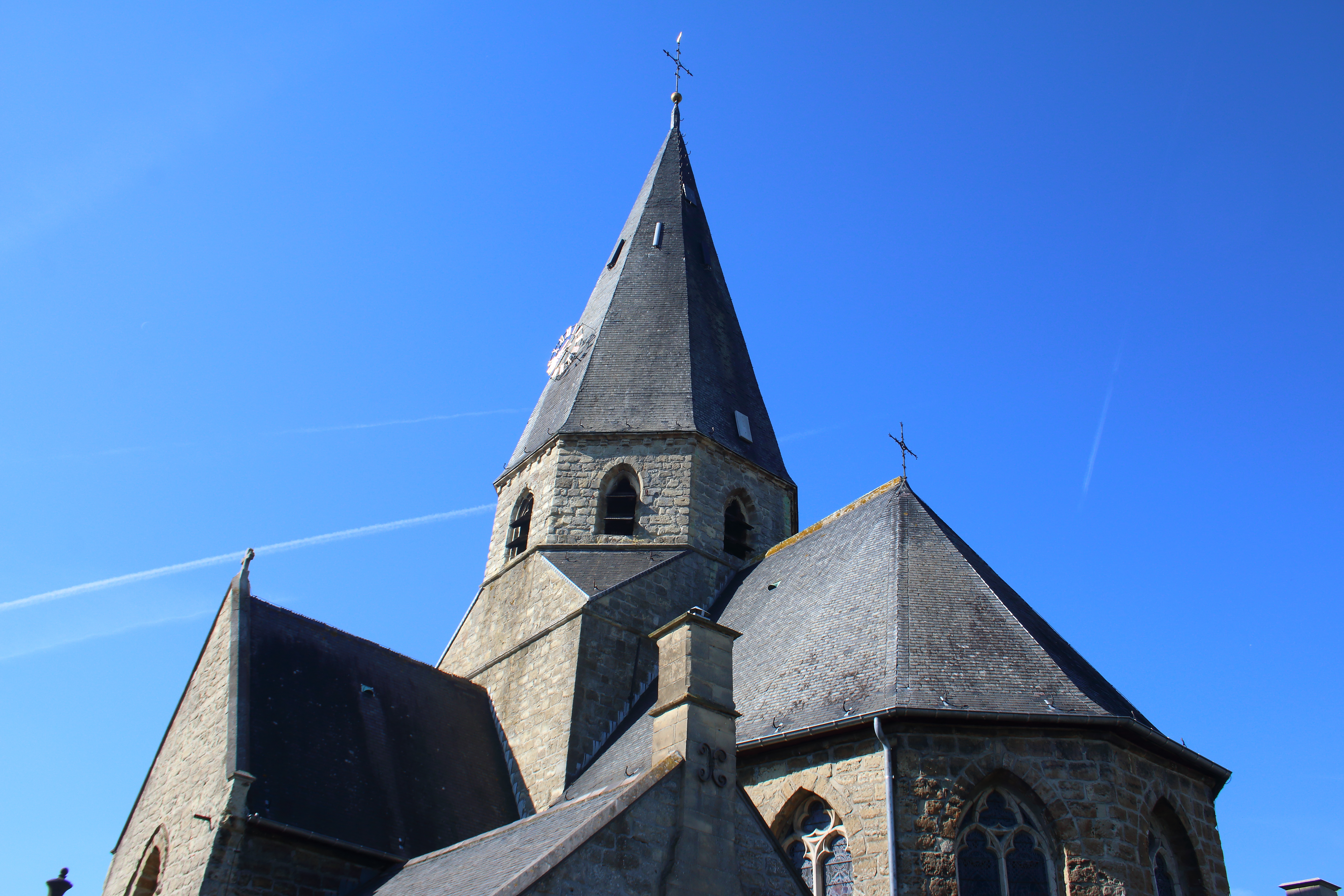
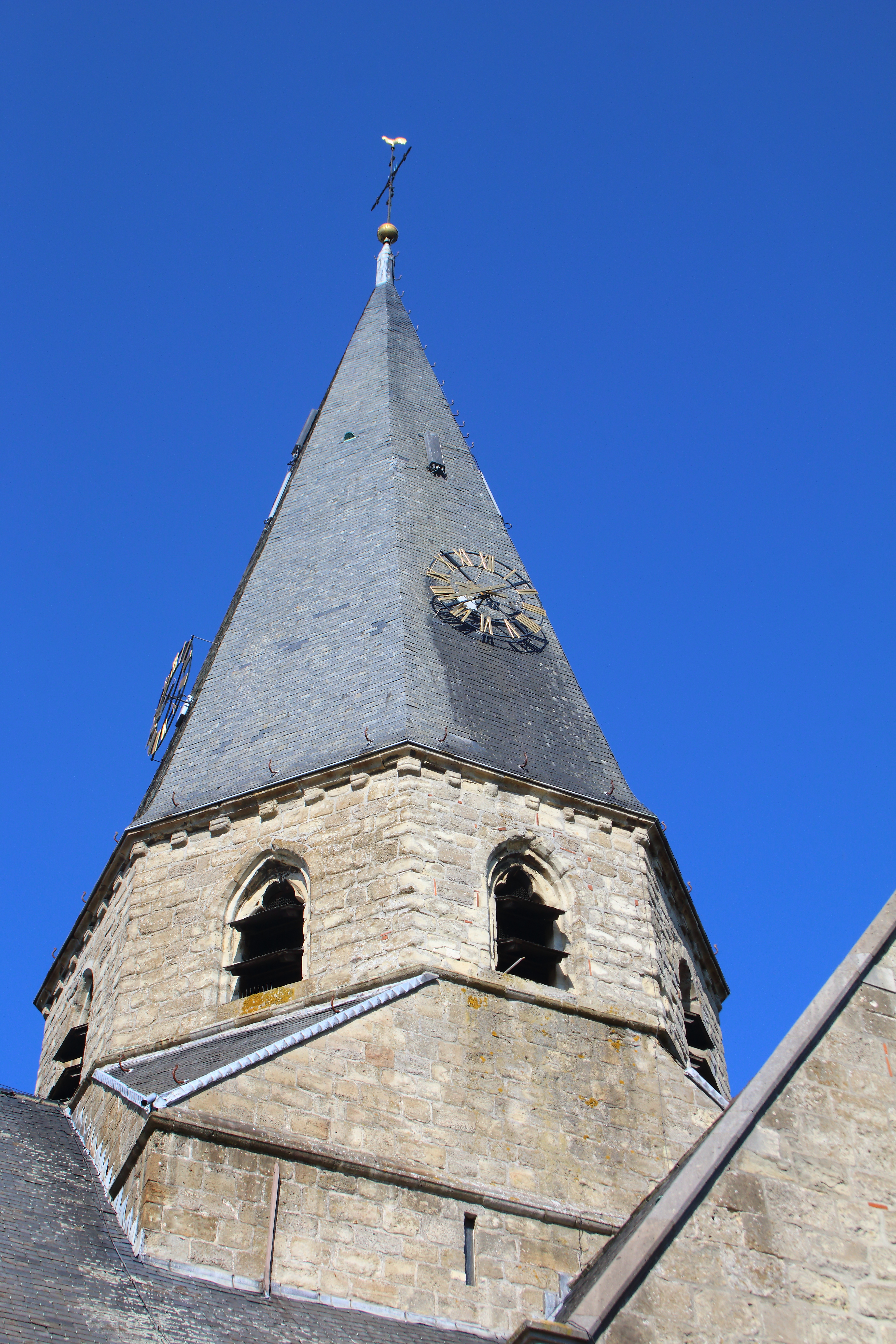
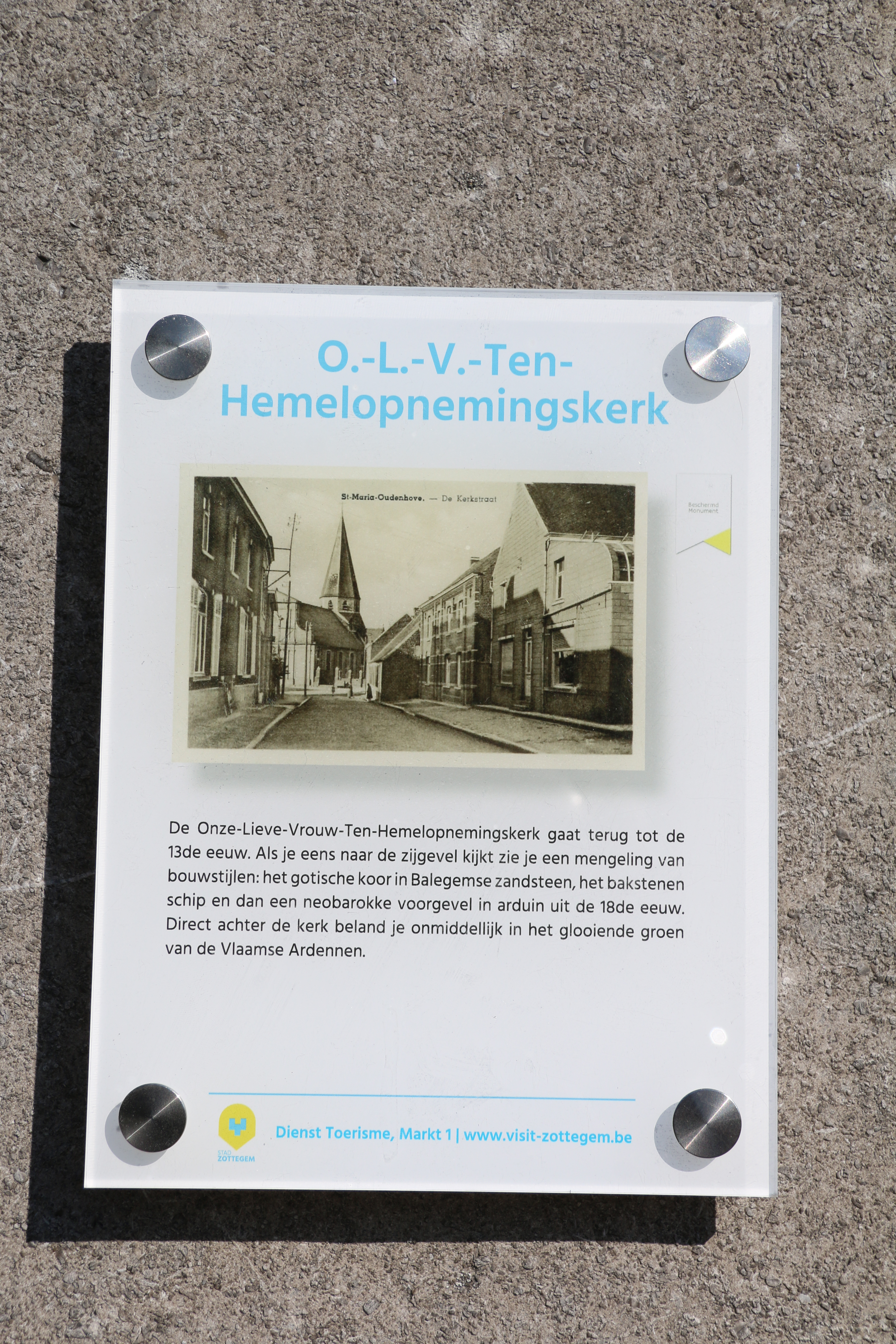

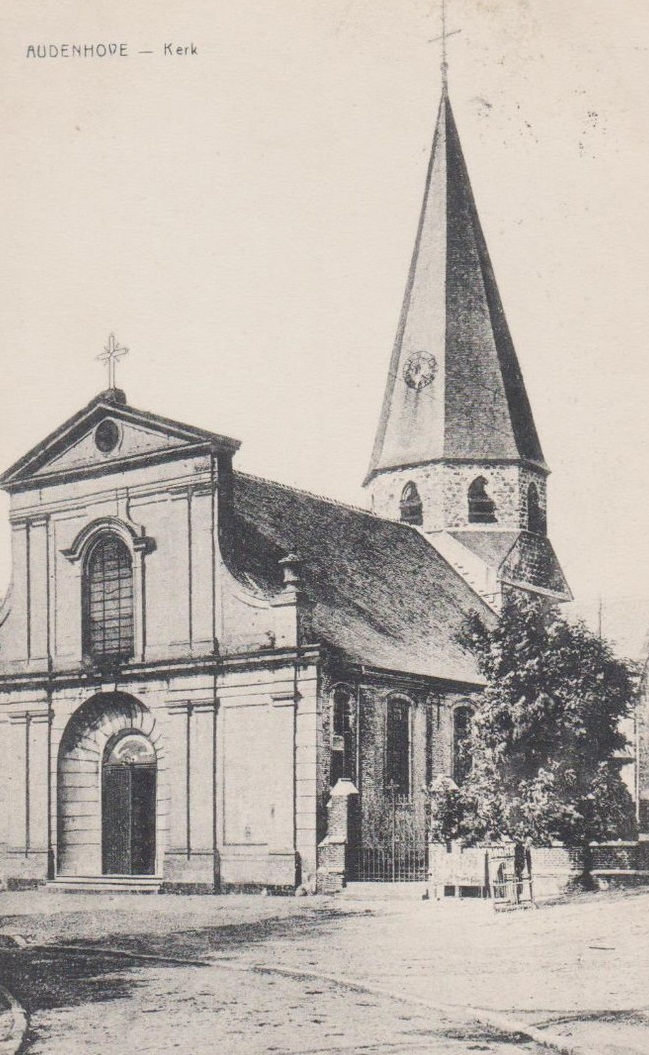
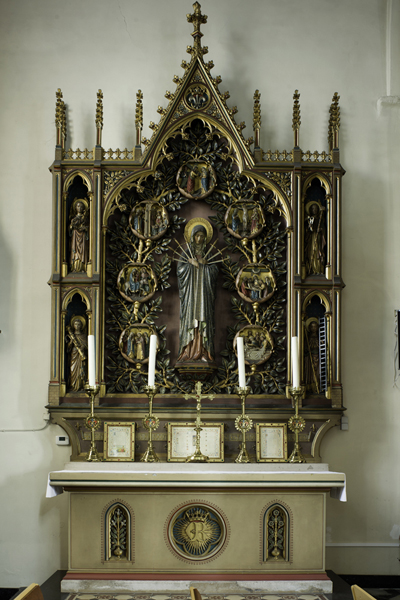
Altaar
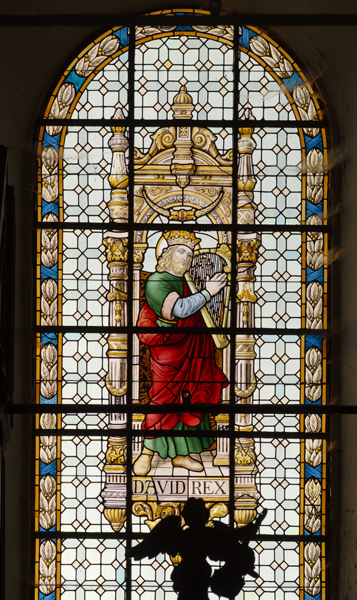
Glasraam met Koning David op de harp
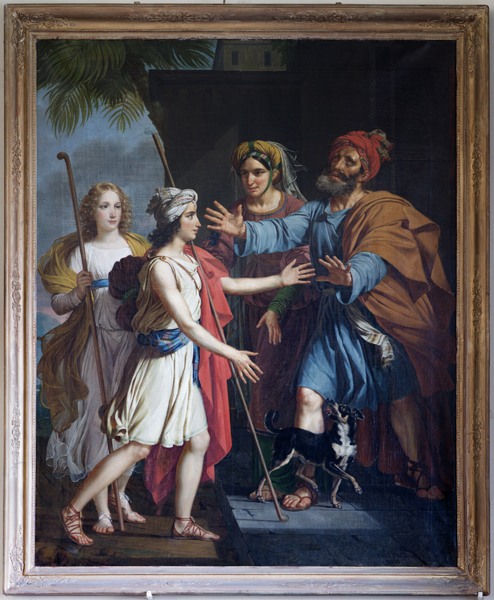
Opneming van Jezus in de tempel